# Кирил Дунев
Кирил Николов Дунев е български икономист, политик, банкер и бизнесмен. Народен представител в Седмото велико народно събрание от Съюза на демократичните сили (СДС). Председател на Частна земеделска и инвестиционна банка (ЧЗИБ).

## Биография
Роден е на 6 март 1956 година в Петрич. Завършва Висшия икономически институт „Карл Маркс“ в София. В годините от 1983 до 1990 е последователно асистент, старши асистент и главен асистент по политикономия в Софийския университет. Кандидат на икономическите науки.
На изборите в 1990 година е избран за депутат в VII велико народно събрание от 56-и севлиевски избирателен район с листата на СДС, като представител на Българската социалдемократическа партия (БСДП).
Председател на Частна земеделска и инвестиционна банка, образувана с кредит от ДСК в размер на 170 милиона лева. Банката не обявява списък на акционерите и техните дялови участия. През 1995 г. ръководителите на Комитета по енергетика Дянко Добрев и Трифон Цветков подписват записи на заповед за изплащане на два пъти по 700 млн. лв. от ДСК в полза на ЧЗИБ с председател Кирил Дунев. Записите са представени в ДСК, сумите са усвоени и впоследствие са укрити. По-късно е обвинен в присвояване, но прокуратурата прекратява делото, а Дунев получава обезщетение от 30 000 лева.